# Ecpetala unduligera
Ecpetala unduligera är en fjärilsart som beskrevs av Aurivillius 1910. Ecpetala unduligera ingår i släktet Ecpetala och familjen mätare. Inga underarter finns listade i Catalogue of Life.